# Inge Brandenburg
Pour les articles homonymes, voir Brandenburg (homonymie).
Inge Brandenburg (née Ingeborg Brandenburg  le 18 février 1929 à Leipzig et morte le 23 février 1999 à Munich) est une chanteuse de jazz et une actrice de théâtre allemande.

## Biographie
Son père, opposant politique à Hitler, est emprisonné à Mauthausen peu après le début de la guerre (1939) et meurt en détention. Sa mère, avec qui elle entretient des rapports conflictuels, est déportée à Auschwitz où elle meurt également en détention. Elle fuit la zone d'occupation soviétique pour se retrouver en zone américaine, où elle est violée. Elle chante pour les soldats américains et pour la radio de l'armée américaine. En 1960, elle est consacrée « meilleure chanteuse de jazz européenne » en France au festival européen de Jazz. Outre-Atlantique le Time magazine la compare à Billie Holiday. Elle chante le jazz, puis de la variété, joue au théâtre, et joue dans des téléfilms pour la télévision. À la fin des années 1960, elle sombre peu à peu dans l'alcool, avant de connaître un retour sur scène dans les années 1990 avant de s'éteindre en 1999. 

## Sources
- La lady allemande du Jazz, Inga Brandenburg, documentaire Arte (Allemagne, 2009, 52 min), NDR, réalisateur Marc Boettcher.